# جون غرينغراس
جون غرينغراس (بالإنجليزية: John Greengrass)‏ هو لاعب دوري الرغبي نيوزيلندي، ولد في عقد 1940 في نيوزيلندا.